# Oratorio di San Pietro (Gazzuolo)
L'oratorio di San Pietro è un edificio religioso di Belforte, frazione di Gazzuolo, in provincia di Mantova e appartiene alla diocesi di Cremona.

## Storia e descrizione
Il primo documento che attesta la presenza di una cappella battesimale dedicata a San Pietro risale all'anno 966. La chiesa appartenne ai benedettini. Nell'XI la chiesa venne riedificata, unitamente al campanile in stile romanico.
Nel 1506 cardinale Pirro Gonzaga, dei Gonzaga di Sabbioneta e Bozzolo, lo donò all'Ordine di San Gerolamo. Dal 1704 al 1773 l'oratorio fu affidato ai gesuiti, che lo impiegarono come luogo di villeggiatura estiva. Dopo la soppressione dei Gesuiti, la chiesa e il convento furono acquisiti dal Fisco di Mantova; in seguito ne divennero proprietari Domenico Petrozzani e nel 1840 a Giuseppe Raimondi, il quale donò nel 1869 l'intero complesso alla comunità di Belforte.
Nel 1893 la chiesa venne riconsacrata, per poi essere chiusa nuovamente nel 1910. Utilizzata come granaio e magazzino durante la seconda guerra mondiale, ne venne rifatto parzialmente il tetto negli anni 1960, poi crollato il 1º aprile 2000.

## Architettura
Nell'abside della chiesa è presente un affresco cinquecentesco.

## Sepolti illustri
L'oratorio venne utilizzato come pantheon del ramo gonzaghesco di Gazzuolo e vi trovarono sepoltura:
- Pirro Gonzaga (†1529), figlio di Gianfrancesco Gonzaga[2]
- Antonia del Balzo (†1538), moglie di Gianfrancesco Gonzaga[2]
- Isabella Gonzaga (†1583), figlia di Pirro Gonzaga[3]

Sono altresì presenti tre lapidi di membri del ramo di Gazzuolo della famiglia Pico della Mirandola.